# Scion xB
Scion xB – subkompaktowy samochód osobowy produkowany przez japońską firmę Scion od roku 2004. Dostępny jako 5-drzwiowy crossover. Do napędu użyto kilku różnych silników R4. Moc przenoszona była na oś przednią poprzez 5-biegową manualną bądź 4-biegową automatyczną skrzynię biegów. Obecnie sprzedawana jest druga generacja modelu.

## Dane techniczne

### Silnik
- R4 1,5 l (1497 cm³), 4 zawory na cylinder, DOHC
- Układ zasilania: wtrysk EFi
- Średnica × skok tłoka: 75,00 mm × 84,70 mm
- Stopień sprężania: 10,5:1
- Moc maksymalna: 110 KM (80,5 kW) przy 6000 obr./min
- Maksymalny moment obrotowy: 143 N•m przy 4200 obr./min

## Galeria

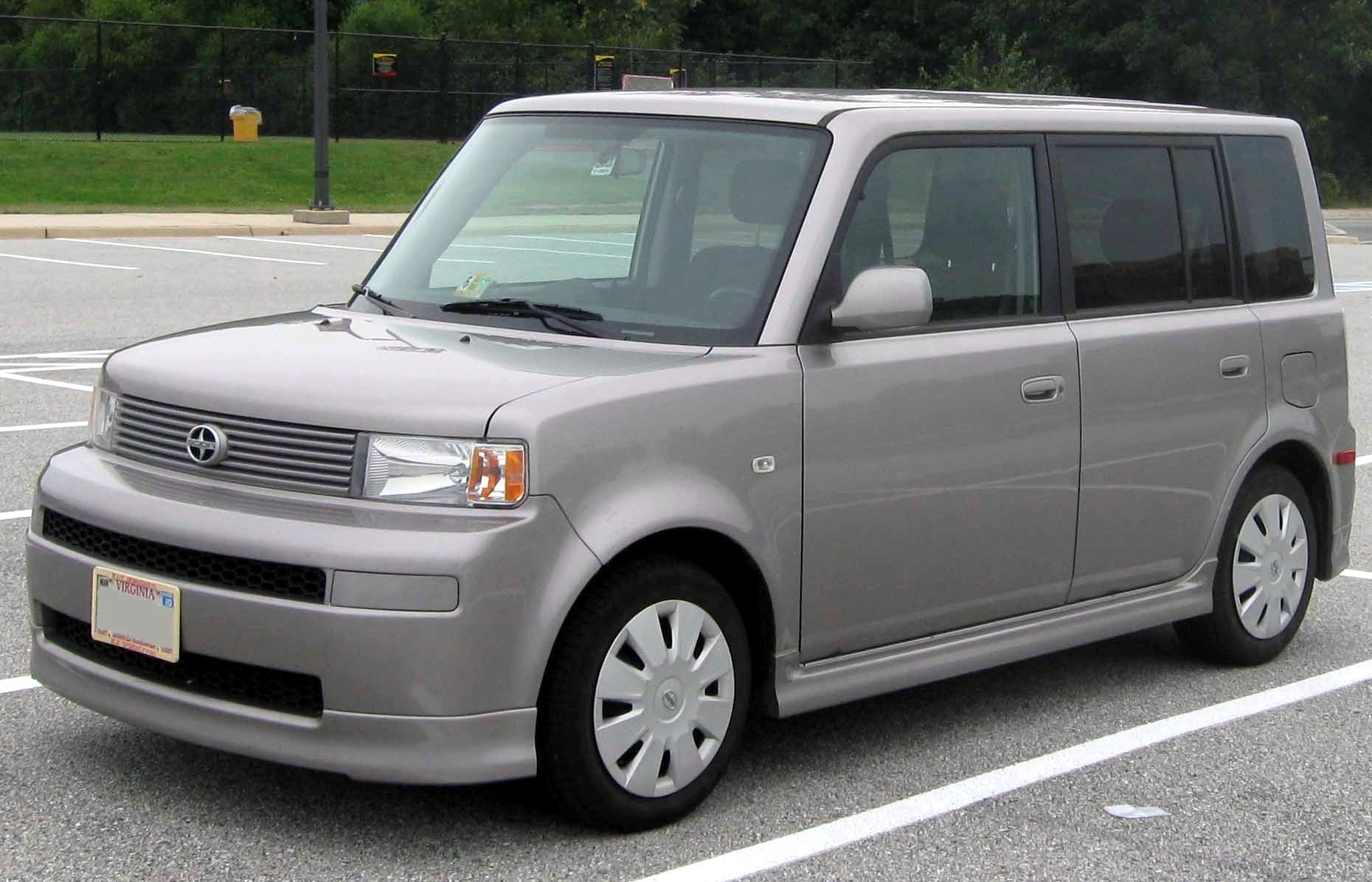
2006 Scion xB
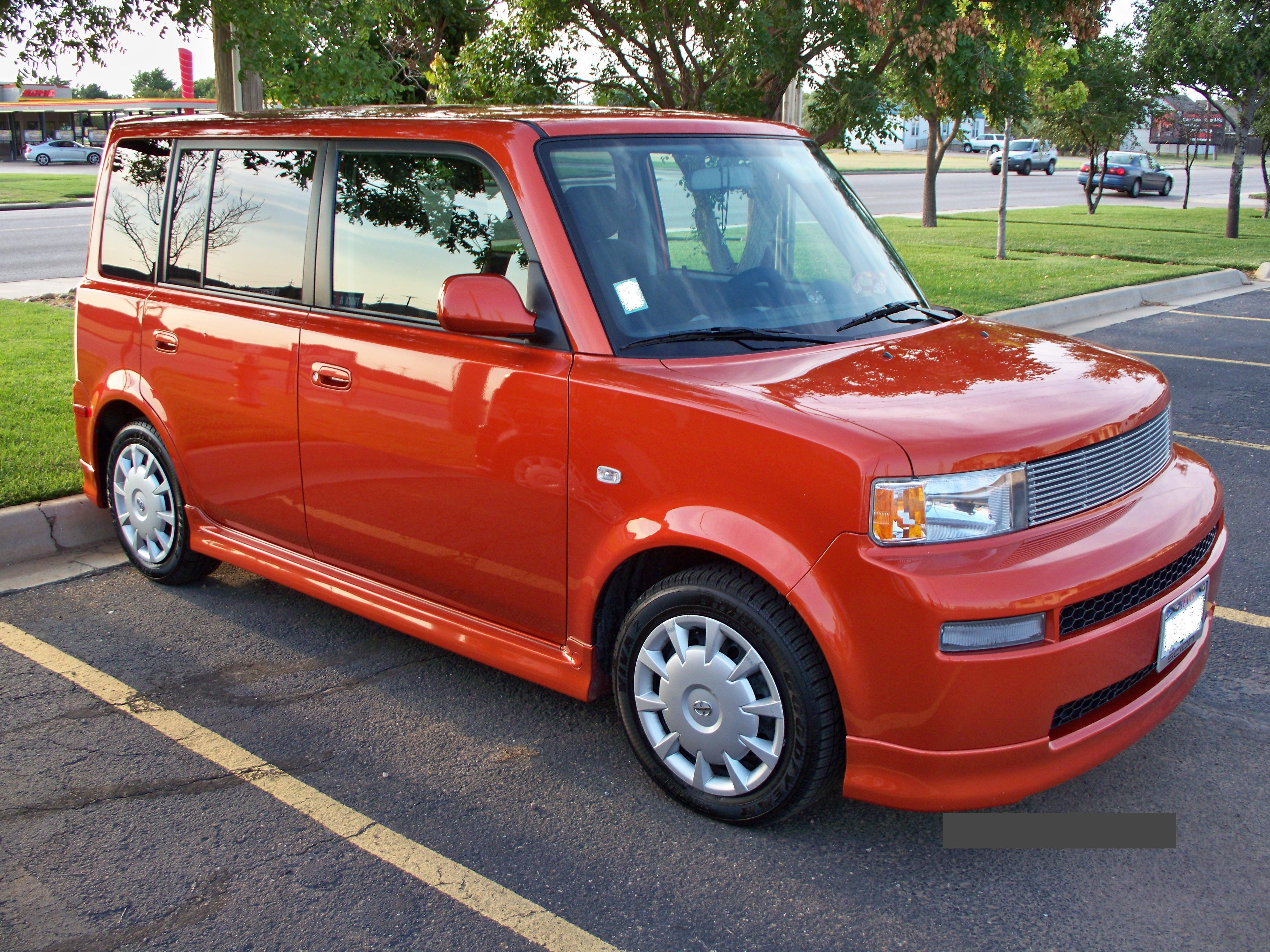
Scion xB RS
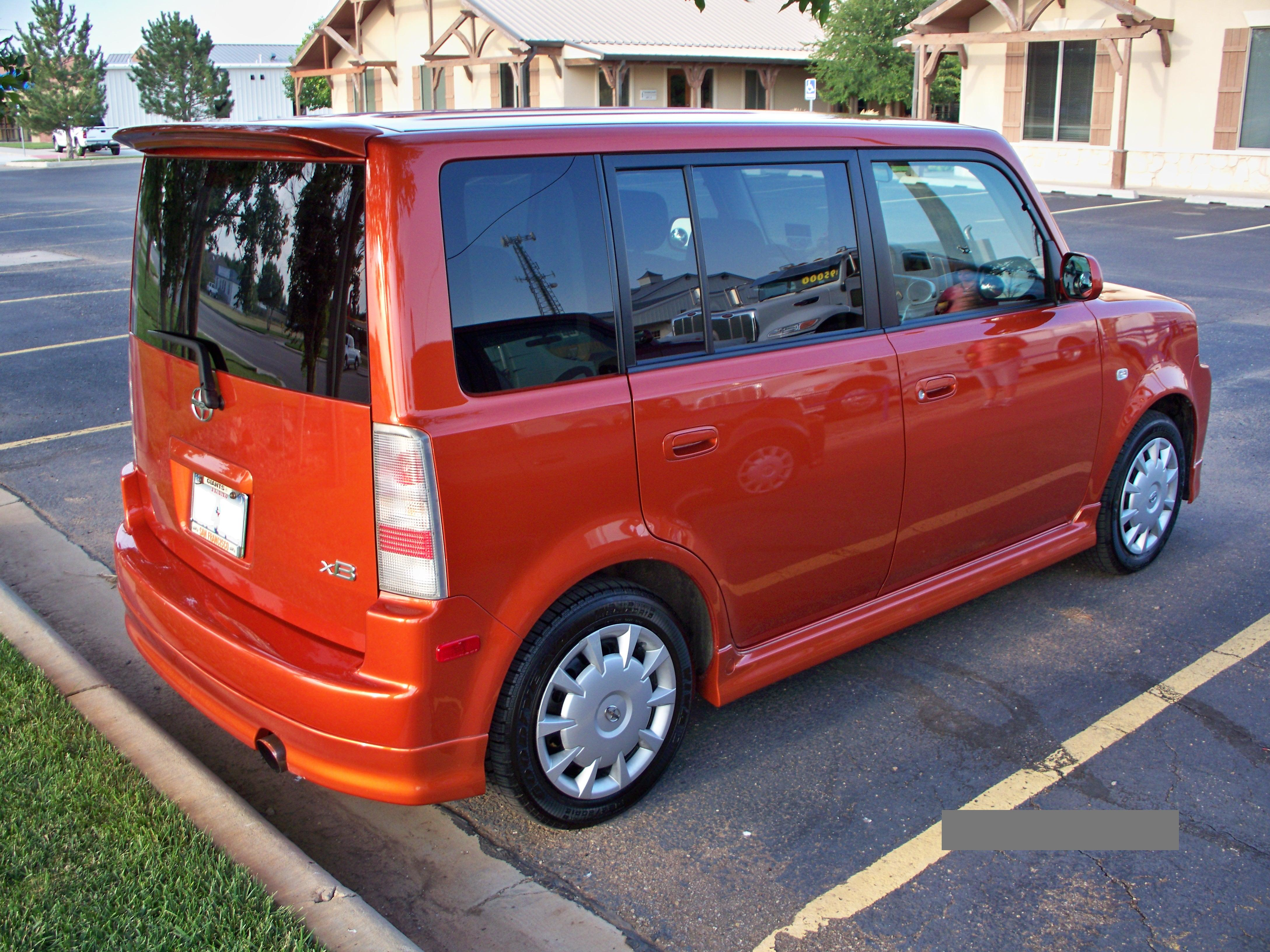
Scion xB RS
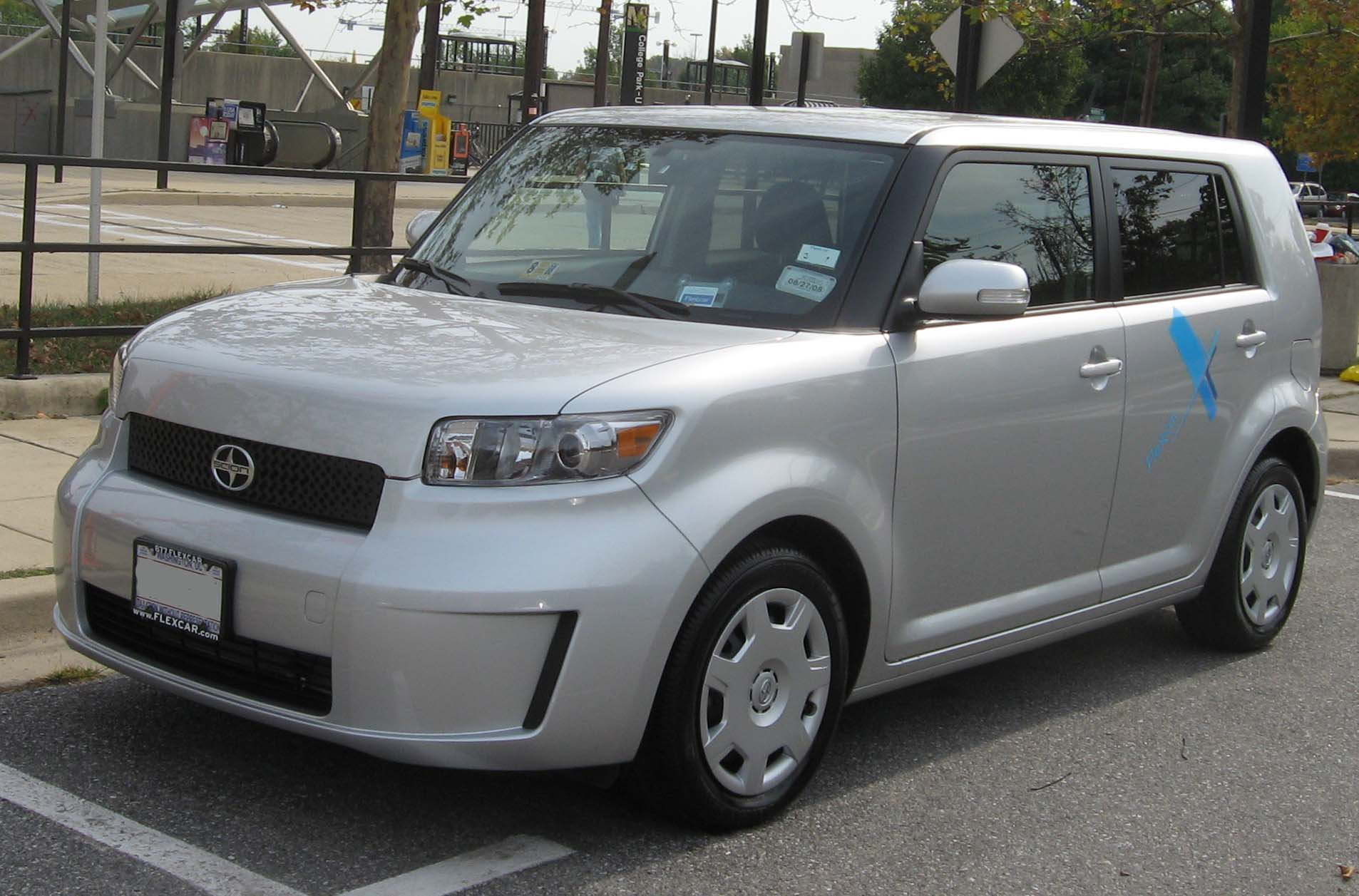
2008 Scion xB